# Basílica de San Sebastián (Salvador)
La Basílica de San Sebastián (en portugués: Basílica de São Sebastião) Es el nombre que recibe un edificio religioso de estilo neoclásico afiliado a la Iglesia católica que funciona como la iglesia abacial del Monasterio de San Benito (Mosteiro de São Bento), en Salvador en el Estado Bahía al este del país sudamericano de Brasil. Es el primer monasterio de las Américas, se encuentra en la Avenida Sete de Setembro en Salvador, en la jurisdicción de la Parroquia de San Pedro (Paróquia de São Pedro). Su Abad es Don Emanoel D'Able do Amaral.
La iglesia que sigue el rito romano o latino fue declarada basílica menor en 1982 por decisión del Papa Juan Pablo II y fue sometida un proceso de remodelación por lo que estuvo cerrada unos 11 meses durante 2006. Es manejada por la Congregación de los Benedictinos de Brasil y es Patrimonio de la Humanidad de la Unesco desde 1985 como parte del Centro Histórico de la ciudad de Salvador de Bahía.

## Véase también

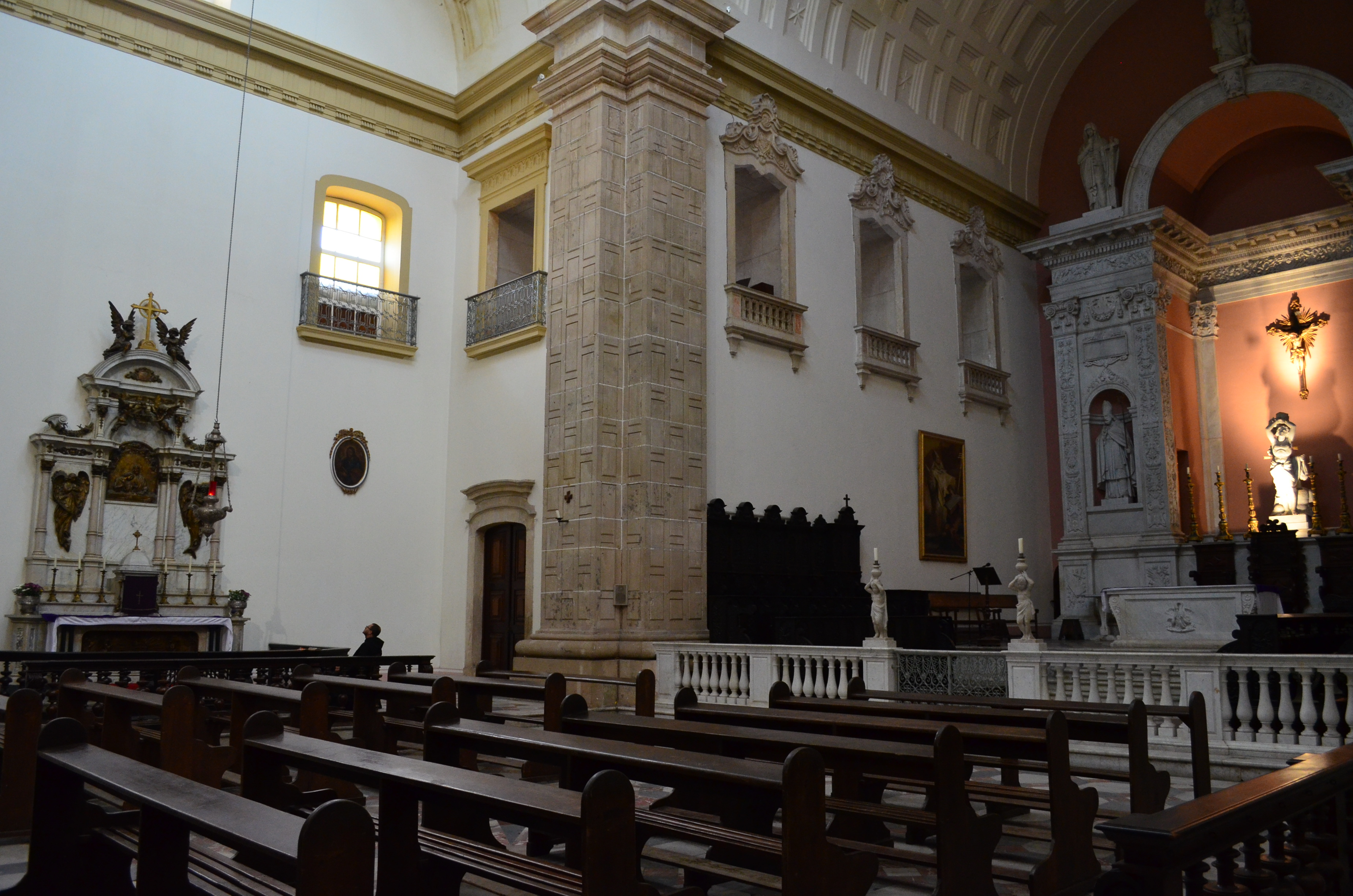
Vista interna